# Asvin
Asvin je ime staroindijskog božanstva svjetlosti, zaštitnika bogova i ljudi u nepogodama.